# 王兴 (1979年)
王兴（1979年2月18日—），男，福建龙岩人，连续创业者，美团CEO。

## 生平
龙岩一中毕业，2001年毕业于清华大学无线电专业。2003年中断美国特拉华大学博士學業回國創業立校内网，2006年被收購；2007-09年创办經營饭否网；2010年创办团购网站美团网。
在2016年的胡润IT富豪榜中，王兴首次上榜，以105亿元排第35名；马云家族、马化腾分居一、二。

## 爭議

### 涉嫌壓榨員工
2016年11月，王兴在接受媒体采访时表示：“我们的口号‘美团外卖，送啥都快’，平均28分钟内到达。”他说，“这是一个很好的技术的体现”，此言論被批評稱是在壓榨和剝削員工。

### 美團被反壟斷調查
2021年4月26日下午，國家市场监管总局发布消息称，根据举报，依法对美团实施“二选一”等涉嫌垄断行为立案调查。这一调查是继阿里巴巴之后，由市场监管总局发起的第二起针对互联网平台的反垄断调查。

### 美團因“二选一”垄断被罚34.42亿元人民币
2021年10月8日,中国市场监管总局针对美团在中国境内网络餐饮外卖平台服务市场实施“二选一”垄断行为作出行政处罚，罚款额度计算为其2020年中国境内销售额1147.48亿元的3%合34.42亿元人民币。

### 被指在暗諷習近平
2021年，美团因涉嫌垄断接受调查，王兴在网上转发了唐代诗人章碣譏嘲秦始皇的的《焚书坑》：“竹帛烟消帝业虚，关河空锁祖龙居。坑灰未冷山东乱，刘项原来不读书”，被指暗讽中共领导人习近平、抱怨時政。王兴随后刪除了该贴，並表示自己只是擔心美團會被他没有关注到的公司和模式顛覆而已。